# Spigelia speciosa
Spigelia speciosa är en tvåhjärtbladig växtart som beskrevs av Carl Sigismund Kunth. Spigelia speciosa ingår i släktet Spigelia och familjen Loganiaceae. Inga underarter finns listade i Catalogue of Life.